# Stratton Oakmont
Stratton Oakmont – amerykański dom maklerski i brokerski działający poza obrotem giełdowym. Powstał pod koniec lat 80. XX wieku na Long Island w stanie Nowy Jork. Z powodu defraudacji na szkodę udziałowców firmę zamknięto, a kilka osób spośród zarządu firmy trafiło do więzienia. Pamiętniki jej założyciela, Jordana Belforta, stały się kanwą dla głośnej hollywoodzkiej produkcji Wilk z Wall Street w reżyserii Martina Scorsese.

## Historia
Jordan Belfort założył firmę Stratton Oakmont pod koniec lat 1980. wraz z Dannym Porushem. Belfort wcześniej otworzył franczyzową filię Stratton Securities, niewielkiej firmy brokerskiej, którą z czasem wykupił. Stratton Oakmont w krótkim czasie stała się największą firmą maklerską w obrocie pozagiełdowym w Stanach Zjednoczonych i utrzymała swoją pozycję w latach 90. Dom obsługiwał pierwszą ofertę publiczną 35 firm, w tym Steve Madden Ltd. Mimo wysokich obrotów, firma nie posiadała mechanizmów kontroli czy weryfikacji właściwych cen oferowanych przez siebie instrumentów finansowych.
Ex post okazało się, że Stratton Oakmont uczestniczył w oszustwach typu Pump and dump, polegających na manipulowaniu instrumentami finansowymi głównie poprzez przekazywanie fałszywych informacji potencjalnym inwestorom. Firma stosowała również ażiotaż, to jest sztucznie pompowała koszty posiadanych akcji poprzez fałszywe i wprowadzające w błąd pozytywne wypowiedzi, aby sprzedać tanio kupione akcje po wyższej cenie. Gdy firma pozbywała się tak przewartościowanych papierów, cena na powrót spadała, a inwestorzy tracili swój wkład. W niektórych wypadkach Stratton Oakmont utrzymywał również sztucznie cenę akcji poprzez odmowę lub opóźnienie zleceń sprzedaży akcji.
Po 1989 firma stała się przedmiotem licznych akcji dyscyplinarych NASD. Ostatecznie zamknięto ją w grudniu 1996, a w 1999 roku Belfort i Porush zostali oskarżeni o oszustwo związane z papierami wartościowymi oraz o pranie brudnych pieniędzy. W toku procesu obaj przyznali się do dziesięciu tego typu przestępstw, w ramach których na przestrzeni siedmiu lat manipulowali papierami wartościowymi przynajmniej 34 spółek. Ich przyznanie się do winy, jak również współpraca z prokuraturą, przełożyły się na niższe wyroki więzienia.
Jordan Belfort opublikował później pamiętniki, na podstawie których w 2013 Martin Scorsese nakręcił film Wilk z Wall Street. W postać Belforta wcielił się w nim Leonardo DiCaprio, natomiast Donniego Azoffa, postać luźno wzorowaną na Dannym Porushu, gra Jonah Hill.